# Планковское время
Пла́нковское вре́мя ({\displaystyle t_{\text{P}}}) — единица времени в планковской системе единиц, величина, имеющая размерность времени и, как и другие планковские единицы, составленная из произведения фундаментальных констант в соответствующих степенях. Физический смысл этой величины — время, за которое волна или частица, не имеющая массы, двигаясь со скоростью света, преодолеет планковскую длину. Планковское время и вся планковская система единиц названа в честь Макса Планка.
По определению,
{\displaystyle t_{\text{P}}={\sqrt {\frac {\hbar G}{c^{5}}}}} ≈ 5,391 247(60)⋅10−44 с,
где:
{\displaystyle \hbar } — постоянная Дирака,
{\displaystyle G} — гравитационная постоянная,
{\displaystyle c} — скорость света в вакууме.

## Значение
Согласно теории Большого взрыва, мы ничего не можем сказать про Вселенную в начальный момент времени, хотя предполагается, что в ней присутствуют все фундаментальные взаимодействия, а также все виды материи и энергии. Пространство начинает расширяться из одной точки. Спустя одно планковское время после этого события, согласно современной теоретической физике, гравитационные силы отделяются от остальных сил.
Планковское время также называют квантом времени — самым малым значением времени, имеющим значение. Планковское время определяет масштабы, на которых современные физические теории перестают работать. Геометрия пространства-времени, предсказанная общей теорией относительности, перестаёт иметь всякий смысл.
Время, прошедшее с момента Большого взрыва (4,3⋅1017 с), примерно равняется 8⋅1060 планковским временам.
Самые маленькие экспериментально наблюдаемые промежутки времени, доступные современной физике, составляют порядка аттосекунды (10−18 с), что соответствует 1026 планковским временам.